# Eduardo Llagaria Ballester
Eduardo Llagaria Ballester (Castelló, Ribera Alta, 1870 - ?) fou un advocat, periodista i polític valencià, diputat a les Corts espanyoles durant la restauració borbònica.
Es llicencià en dret per la Universitat de València, i va dirigir el diari El Correo de Valencia. Inicialment milità en el Partit Demòcrata Possibilista, però després ingressà al Partit Liberal de la mà de José Canalejas y Méndez, amb el que fou escollit alcalde de València el 1905-1906 i diputat per Énguera a les eleccions generals espanyoles de 1910 i per Albaida a les eleccions generals espanyoles de 1916.